# Franz Kaindl (Maler)
Franz Kaindl (* 1932 in Brand-Laaben) ist ein österreichischer Maler, Grafiker und Mosaikkünstler.

## Leben
Franz Kaindl wurde im Ortsteil Stollberg der Gemeinde Brand-Laaben geboren. 1950 maturierte er am Gymnasium in Waidhofen an der Thaya. Von 1950 bis 1957 studierte er an der Wiener Akademie der bildenden Künste bei Franz Elsner, Josef Dobrowsky, Herbert Boeckl, Sergius Pauser, Franz Santifaller und Robert Eigenberger das Fach Malerei, darüber hinaus bei Franz Santifaller Bildhauerei.
Seit 1957 lebt Franz Kaindl in Gaweinstal im Weinviertel. Dort prägte er schon als junger Künstler die Kulturgeschichte des Ortes, indem er zahlreiche Bilder mit Motiven des Ortes und seiner Umgebung malte. Darüber hinaus war er maßgeblich am Aufbau der Blasmusikkapelle Gaweinstal beteiligt und als deren Kapellmeister bis 1978 tätig. Weiters leitete der von 1958 bis 2007 den Gaweinstaler Kirchenchor.
1972 wurde er zum Präsidenten des Landesverbandes der Niederösterreichischen Kunstvereine gewählt. Er vertrat die Interessen der Künstler gegenüber Bund und Land und kuratierte Kollektivausstellungen. Er gründete und leitete bis 1995 das Niederösterreichische Dokumentationszentrum für Moderne Kunst, welches 1978 bei der Revitalisierung des Karmeliterhofes in St. Pölten errichtet wurde. Durch die jahrzehntelange systematische Sammlung von biographischen Daten österreichischer Künstler des 20. Jahrhunderts verfügt das Dokumentationszentrum über ein Archiv mit ca. 4000 Künstlerbiographien.

## Auszeichnungen und Ehrungen
- 1989 Jakob-Prandtauer-Preis für Wissenschaft und Kunst
- 1992 Ehrenring in Gold der Marktgemeinde Gaweinstal
- 2002 Ehrenurkunde als Dank und Anerkennung für die Repräsentation der Gemeinde Gaweinstal auf künstlerischer Ebene
- 2017 Verleihung der Ehrenbürgerschaft der Marktgemeinde Gaweinstal

## Werke (Auszug)
- Stillleben mit Zitrone, 1960, Öl/Holz, Niederösterreichisches Landesmuseum

## Publikationen
- Orden und Ehrenzeichen. Ausstellungskatalog, Heeresgeschichtliches Museum, Wien 1976.
- Die menschliche Figur in der Kunst. Ausstellungskatalog, St. Peter an der Sperr, Landesverband der Niederösterreichischen Kunstvereine, Wiener Neustadt 1978.
- Österreichische Malerei nach 1945. Ausstellungskatalog, Stadtmuseum St. Pölten, NÖ Dokumentationszentrum für Moderne Kunst, St. Pölten 1979.
- Malerei in Niederösterreich 1918–1988. Niederösterreichisches Dokumentationszentrum für moderne Kunst, Anlässlich der Ausstellung im Karmeliterhof St. Pölten 17. Juni – 30. August 1988, St. Pölten 1988.
- Alfred Hörbiger. 1891–1945. Verlag Bibliothek der Provinz, Weitra 2004, ISBN 3-85252-622-1.
- Karl Pallauf, Oliver Jungnickel: Franz Kaindl – Werkverzeichnis der Ölgemälde. Verlag Bibliothek der Provinz, Weitra 2015, ISBN 978-3-99028-533-6.